# Balc–Šimanova reakcija
Шаблон:Reactionbox NamedAfterШаблон:Reactionbox Type
Šimanova reaction (takođe poznata kao Balc–Šimanova reakcija) je hemijska reakcija u kojoj se anilini (1) prenose na aril fluoride (3) putem diazonijum fluoroborata (2). Reakcija je imenovana je po nemačkim hemičarima Ginteru Šimanu i Ginteru Balcu. Ova reakcija je preferentni put dobijanja fluorobenzena i dela njegovih derivata, uključujući 4-fluorobenzojevu kiselinu.
{\displaystyle {\ce {{\overset {}{\underset {\mathbf {1} }{Ar-NH2}}}+HBF4->[{\ce {HNO2}}]{\overset {diazonijum\ fluoroborati}{\underset {\mathbf {2} }{Ar-{\underset {+}{N}}{\equiv }N}}}+BF4^{-}->[\Delta ]{\overset {aril\ fluorid}{\underset {\mathbf {3} }{Ar-F}}}+{BF3}+N2}}}
Ova reakcija je slična sa Sandmejerovom reakcijom, koja konvertuje diazonijum soli do drugih aril halida.